# Edmund Allenby
Edmund Henry Hynman Allenby (Nottinghamshire, 23 de abril de 1861-Londres, 14 de mayo de 1936) fue un mariscal de campo británico. Se desempeñó como inspector general de la caballería en la Segunda Guerra de los Bóeres. Durante la Primera Guerra Mundial, combatió al mando del 3.er Ejército británico destinado en el frente occidental y en la campaña del Sinaí y Palestina y contribuyó al fin del dominio otomano en Siria. Fue alto comisionado de Egipto entre 1919 y 1925.

## Comienzos
Sus padres fueron Hynman Allenby y Catherine Anne Cane. Se educó en el Haileybury College antes de ingresar en la Real Academia Militar de Sandhurst en 1880. En 1882 fue comisionado como teniente al 6.º de Dragones y fue enviado a Sudáfrica con su regimiento. Tras servir en la caballería en Canterbury fue nombrado capitán y regresó a Sudáfrica en 1888.
En 1891, después de un intento fallido, ingresó en la Escuela Superior en Camberley. En 1897 fue ascendido a mayor y fue enviado a Irlanda con la Brigada Mayor.
Al estallar la Segunda Guerra de los Bóeres, fue reincorporado a su regimiento y se embarcó a Sudáfrica. Participó en los combates de Colesberg, Klip Drift y Dronfield Ridge. Más tarde se desempeñó como inspector general de la caballería entre 1910 y 1914.

## Primera Guerra Mundial

### Frente occidental

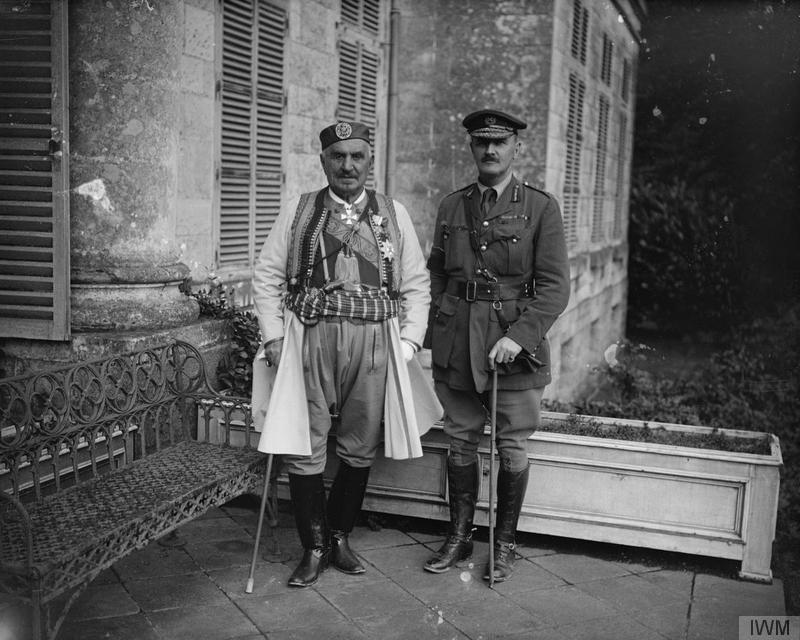
Allenby (derecha) junto al rey Nicolás I de Montenegro, de visita en el frente occidental en 1916.

Estuvo al mando del 3.er Ejército británico destinado en el frente occidental. Como tal, dirigió las fuerzas británicas en la batalla de Arrás de la primavera de 1917. El fracaso de esta, que había empezado con notables avances que luego se frustraron, hicieron que Douglas Haig, jefe de las fuerzas británicas en Francia, solicitase el relevo de Allenby, descontento con su actuación en la batalla. El traslado de Allenby a Oriente Próximo revivió su carrera militar, que parecía maltrecha tras las experiencias en el frente occidental europeo.

### Frente de Levante

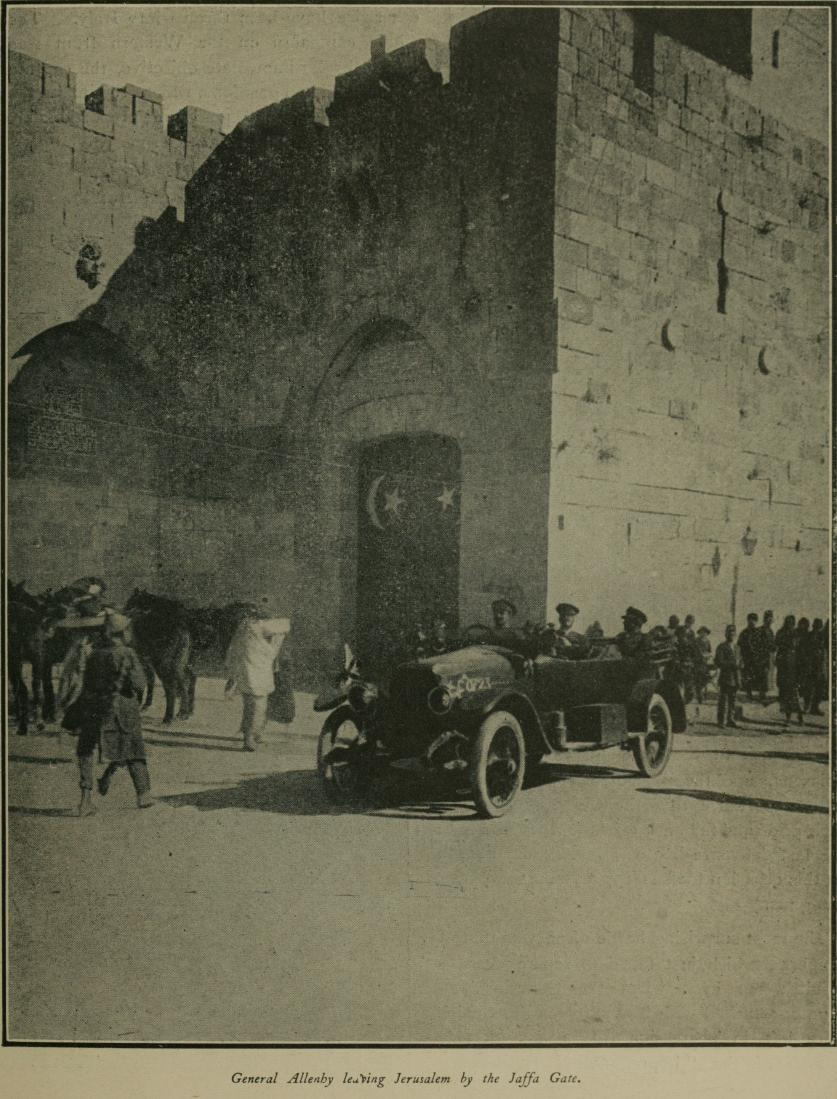
Edmund Allenby dejando Jerusalén a través de la Puerta de Jaffa.

Tras su relevo en Europa, el 27 de junio de 1917 llegó a Egipto para asumir el mando de las tropas británicas que combatían a los otomanos en el Levante. Dos días más tarde tomó el mando oficialmente, tras relevar a su predecesor en el cargo, el teniente general Archibald Murray, con el que Allenby mantenía cordiales relaciones. A diferencia de Murray, Allenby pudo contar con el respaldo decidido del Gobierno británico y con refuerzos, necesarios para avanzar hacia Palestina. La mejora de las raciones que recibía la tropa le granjeó sus simpatías de inmediato. Entre las primeras medidas que aplicó y que favorecieron la coordinación entre el mando y las unidades fue el traslado del cuartel general de El Cairo al frente, por entonces situado al sur de Palestina.
Su único hijo falleció en el frente francés a finales de julio de 1917, poco después de que Allenby llegase a Oriente Próximo.
Pese al apremio del Gobierno británico para que retomase la ofensiva en septiembre, Allenby no lo hizo hasta octubre, cuando creyó estar completamente listo para hacerlo. Debía tratar de abrir brecha en la línea defensiva otomana, que iba desde Gaza a Bersheva e impedía a los británicos alcanzar Palestina. En noviembre logró por fin quebrar las defensas otomanas al tomar Bersheva en una arriesgada incursión que dependía de los pozos de la población para asegurar el abastecimiento de los atacantes.
Su victoria sobre los turcos en Gaza (1917) llevó a la toma de Jerusalén (9 de diciembre de 1917). Pese a la propaganda que permitió la conquista de la ciudad, Allenby tuvo que detenerse tras apoderarse de ella. En marzo y abril de 1918, trató infructuosamente de cortar el ferrocarril del Hiyaz mediante incursiones hacia Amán, que no pudo conquistar. A partir de marzo, perdió sesenta mil de sus mejores soldados, que partieron a Europa para combatir en la última ofensiva alemana, la segunda batalla del Marne. A cambio de sus veteranos, Allenby recibió unidades indias bisoñas. Los regimientos indios se unieron a los de veteranos británicos en las divisiones que habían permanecido en Palestina.
Su triunfo en Megido (19-21 de septiembre de 1918), junto con la ocupación de Damasco y Alepo, terminaron con el dominio otomano en Siria. Su éxito se debió parcialmente al uso ingenioso de la caballería y otras fuerzas móviles, siendo recordado como el último gran militar británico de la caballería montada. Para el 24 de septiembre, las fuerzas de Allenby habían hecho cuarenta mil cautivos otomanos y se habían apoderado de trescientos cañones.
Como alto comisionado de Egipto entre 1919 y 1925, dirigió ese país hasta su reconocimiento como Estado soberano en 1922. Murió debido a un aneurisma cerebral.